# Lidia Sadowa
Lidia Sadowa (ur. 21 stycznia 1985 w Sokołowie Podlaskim) – polska aktorka teatralna, filmowa i dubbingowa.
W 2008 ukończyła studia na Wydziale Aktorskim Akademii Teatralnej w Warszawie.
Dużą popularność, zwłaszcza wśród dzieci, przyniosła jej rola Elsy, której użyczyła głosu w polskiej wersji językowej filmu animowanego Kraina lodu, a także rola w serialu telewizyjnym Ranczo.

## Filmografia
- 2007–2008: Samo życie jako Dagmara, studentka Akademii Sportu i Rekreacji studiująca razem z Małgorzatą Kornacką
- 2007–2016, od 2022: Barwy szczęścia jako Justyna Grzelak-Kwiatkowska, córka Jolanty i Zenka
- 2010: Trzy minuty. 21:37 jako córka reżysera
- 2010–2012: Szpilki na Giewoncie jako Aneta Grabowska, przyjaciółka Ewy
- 2010: Ratownicy jako protokolantka (odc. 8)
- 2010: Na dobre i na złe jako Ewa Bielecka (odc. 427)
- 2010: Ludzie Chudego jako kasjerka w banku
- 2011: 80 milionów jako Kasia
- 2012: Ranczo jako dziennikarka (odc. 68)
- 2012: Prawo Agaty jako mecenas Pawłowska (odc. 28)
- 2013: Kaśka jako Kaśka
- 2013: Głęboka woda jako Marzena (sezon 2/odc. 7)
- 2014: Zbliżenia jako pielęgniarka
- 2015: Skazane jako inspektor Witkowska, policjantka z Komisariatu Policji w Warszawie (odc. 9)
- 2015–2016: Ranczo jako Ola, dziennikarka „Super Faktów”
- 2016: Na noże jako Edyta Majchrzak-Nowacka
- 2016: Na dobre i na złe jako Zosia Halicka (odc. 656)
- 2017: Krępujące zdjęcia z rodzinnego albumu czyli zniszczona wątroba i złamane serce jako Ona
- od 2018: Na Wspólnej jako Iga Przybysz
- 2018: Nina jako lesmama Iza
- 2019–2020: Stulecie Winnych jako Anna Iwaszkiewicz, córka Stanisława Lilpopa
- 2019: Żmijowisko jako żona Krystiana
- 2019: Komisarz Alex jako treserka psów policyjnych (odc. 156)
- 2019: O mnie się nie martw jako Aldona (odc. 134)
- 2019: Sługi wojny jako Kawecka, wiceminister MON
- 2021: Kraj jako synowa
- 2021: Komisarz Mama jako Malwina Leszko (odc. 9)
- 2022: Bunt! jako Małgosia Jurgowicz
- 2022: Gdzie diabeł nie może, tam baby pośle jako Jadzia
- 2023: Polowanie na ćmy jako Wróblewska
- 2023: Pati jako Iwona Lisiecka
- 2024: Rojst. Millenium jako agentka z biura podróży (odc. 3)
- 2024: Przesmyk jako Paulina Oginiec

## Teatr
- Oni, Stanisław Ignacy Witkiewicz, reż. Jarosław Gajewski, spektakl dyplomowy IV roku Wydziału Aktorskiego AT w Warszawie, Teatr Collegium Nobilium, 2007.
- Wątpliwość, reż. Piotr Cieplak, Teatr Polonia, premiera: 29 września 2007.
- Doktor Halina, reż. Marcin Wrona, Teatr Telewizji, emisja: 1 września 2008.
- Ifigenia, reż. Antonina Grzegorzewska, Teatr Narodowy, premiera: 7 listopada 2008.
- Tartuffe, reż. Jacques Lassalle, Teatr Narodowy, premiera: 25 marca 2006.
- Umowa, czyli łajdak ukarany, reż. Jacques Lasalle, Teatr Narodowy, premiera: 5 marca 2009.
- Wassa Żeleznowa, reż. Waldemar Raźniak, Och-Teatr, premiera: 16 stycznia 2010.
- Wieczór Trzech Króli, reż. Dan Jemmett, Teatr Polski, premiera: 18 czerwca 2011.
- Życie w zasięgu ręki, reż. Marcin Kwaśny, Teatr Praski, premiera: 10 grudnia 2011.
- Zwiastowanie, reż. Lembit Peterson, Teatr Polski, premiera: 25 lutego 2012.
- Czas kobiet, reż. Nikołaj Chalezin, Teatr Polski, premiera: 9 czerwca 2012.
- Burza, reż. Dan Jemmett, Teatr Polski, premiera: 24 listopada 2012.
- Zemsta, reż. Krzysztof Jasiński, Teatr Polski, premiera: 9 marca 2013.
- Listy na wyczerpanym papierze, reż. Lena Frankiewicz, Teatr Polski, premiera: 21 września 2013.
- Bolesław Śmiały, reż. Bartosz Zaczykiewicz, Teatr Polski, premiera: 29 stycznia 2014.
- Cygan w Polskim. Życie jest piosenką, reż. Jacek Cygan, premiera: 17 października 2014.
- Wesele, reż. Krzysztof Jasiński, Teatr Polski, premiera: 29 stycznia 2015.
- Człowiek, który zatrzymał Rosję, spektakl telewizyjny, reż. Tomasz Drozdowicz, premiera 26 listopada 2018.

## Polski dubbing
- 2013: Kraina lodu – Elsa
- 2013: Jeździec znikąd – Rebecca Reid
- 2013: Littlest Pet Shop – Pepper Clark
- 2013: Hobbit: Pustkowie Smauga – Tauriel
- 2014–2020: BoJack Horseman – Diane Nguyen
- 2014: Totalna Porażka na wyspie Pahkitew – Sky
- 2014: Hobbit: Bitwa Pięciu Armii – Tauriel
- 2015: Avengers: Czas Ultrona – Scarlet Witch
- 2015: Sonic Boom – Miles „Tails” Prower
- 2015: Gwiezdne wojny: Przebudzenie Mocy – Maz Kanata
- 2015: Zwierzaki przebieraki – kotka Wiktoria
- 2015: My Little Pony: Przyjaźń to magia – Coco Pommel
- 2015: Transformers: Robots in Disguise – Windblade
- 2016: Kocur – Kitka
- 2016: Soy Luna – Monica Valente
- 2016: Kapitan Ameryka: Wojna bohaterów – Wanda Maximoff / Scarlet Witch
- 2016: Matka i córka: Droga do marzeń – Isabelle Marteau
- 2016: Księga dżungli – Raksha
- 2016: Kubo i dwie struny – Sariatu / Małpa
- 2017: Brickleberry – jeden ze ślepych chłopców, szop #1, niedźwiadek, mężczyzna gwałcony przez łosia, Jack, koreański pracownik działu IT, satanista, Timmy, tłum turystów, biwakowicz, Duke Pała, sędzia z magazynu, Jerry, chłopak Ethel z balu, łobuz szkolny
- 2017: Star Butterfly kontra siły zła – Mina Loveberry
- 2017: Gadający Tom i Przyjaciele – Ginger
- 2017: Mariah Carey. Świąteczne życzenie – Mariah Carey
- 2018: Avengers: Wojna bez granic – Wanda Maximoff / Szkarłatna Wiedźma
- 2018–2020: Chilling Adventures of Sabrina – Hilda Spellman
- 2019: Avengers: Koniec gry – Wanda Maximoff / Szkarłatna Wiedźma
- 2019: Star Wars Jedi: Upadły zakon – Druga Siostra / Trilla Suduri
- 2019: Kraina lodu II – Elsa
- 2019: High School Musical: Serial – pani Jenn[1]
- 2020: Cyberpunk 2077 – V
- 2021: WandaVision – Wanda Maximoff / Szkarłatna Wiedźma
- 2021: Arcane jako Mel
- 2021: Sing 2 – Ash[2]
- 2022: Sonic 2. Szybki jak błyskawica – Tails[3]
- 2022: Fałszywa dwunastka – Zoey Baker[4]
- 2022: Doktor Strange w multiwersum obłędu – Wanda Maximoff / Szkarłatna Wiedźma[5]
- 2023: Diablo IV – Łotrzyca[6]

## Słuchowiska radiowe
- 2013: Poskromienie złośnicy jako Katarzyna, w adaptacji i reżyserii Adama Ferencego[7]

## Nagrody
- 2019 – wyróżnienie aktorskie na Festiwalu Teatru Polskiego Radia i Teatru Telewizji Polskiej "Dwa Teatry" za rolę w spektaklu telewizyjnym Człowiek, który zatrzymał Rosję[8]
- 2008 – Nagroda Aktorska za rolę Spiki hrabiny Tremendosa w spektaklu Oni na XXVI Festiwalu Szkół Teatralnych w Łodzi
- 2011 – Feliks Warszawski dla początkującej aktorki za rolę Violi/Sebastiana w spektaklu Wieczór Trzech Króli Williama Szekspira